# Jānis Čakste

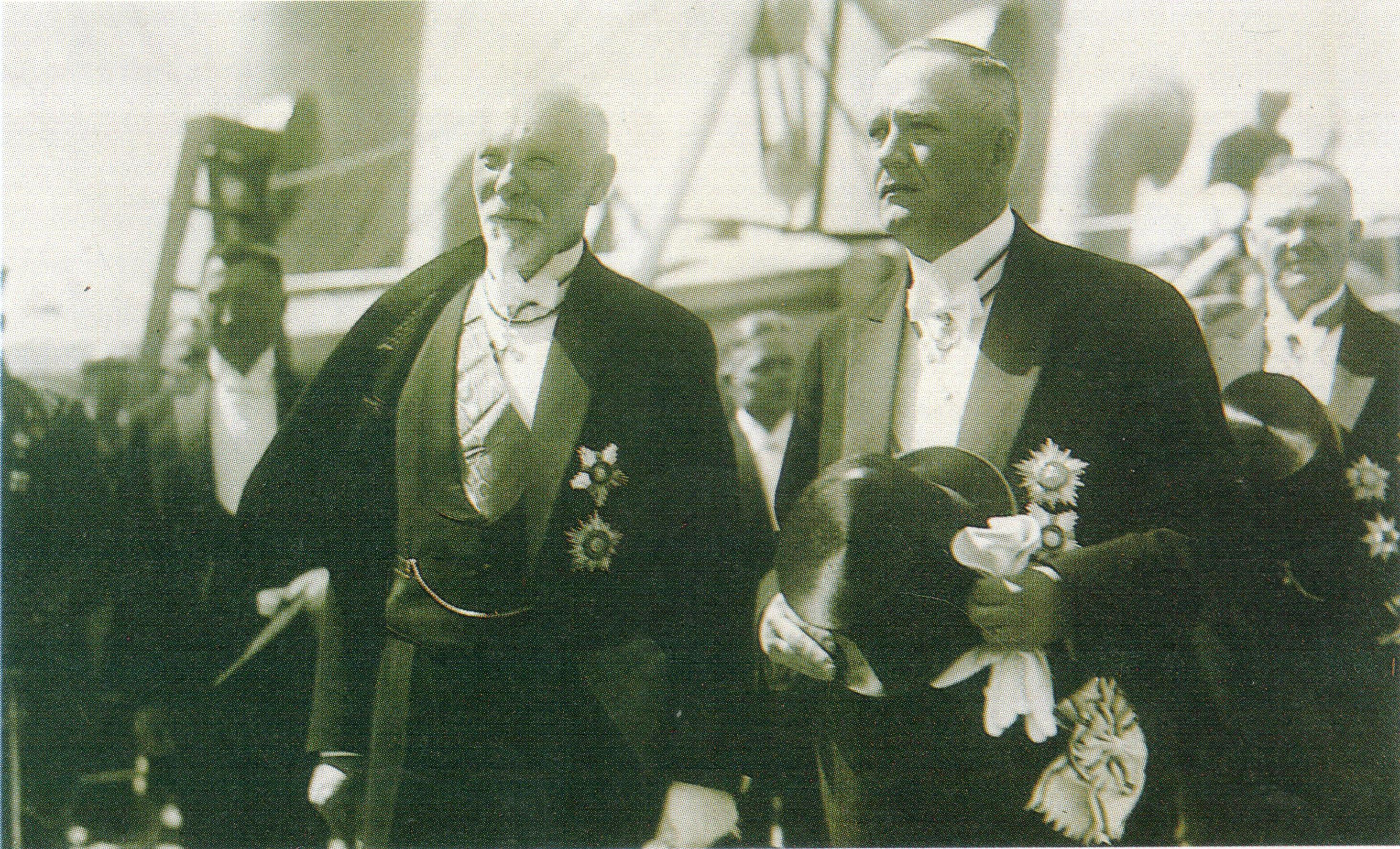
Lotyšský prezident Jānis Čakste s prezidentem Finska, Laurim Kristianem Relanderem

Jānis Čakste (14. září 1859, Lielsesava – 14. březen 1927, Riga) byl lotyšský politik a právník, první prezident nezávislého meziválečného Lotyšska. Tuto funkci zastával v letech 1922–1927, ale již předtím, v letech 1918–1920, byl hlavou státu jakožto předseda Lidové rady (Tautas padome), tedy de facto prezident. V letech 1920–1922 byl předsedou Ústavodárného shromáždění, což byla v té době rovněž pozice hlavy státu.

## Život
Studoval práva na Moskevské univerzitě, absolvoval roku 1886 a vrátil se do lotyšské Jelgavy. Zpočátku se živil jako právník Kurlandského guvernéra, od roku 1888 jako advokát, ale roku 1889 se stal šéfredaktorem deníku Tēvija (Otčina), nejčtenějšího lotyšsky psaného listu v zemi.
Během revoluce roku 1905 vstoupil aktivně do politiky, hájil projekt lotyšské autonomie uvnitř Ruské říše (jíž bylo Lotyšsko tehdy součástí). Roku 1906 byl zvolen do vůbec první ruské Státní dumy, a to za liberální Konstitučně-demokratickou stranu (Конституционно-демократическая партия), které se říkalo Kadeti. Když car Mikuláš II. tuto Dumu rozpustil, byl Čakste jedním ze signatářů protestního, tzv. Vyborského manifestu (Выборгское Воззвание), spolu se 166 dalšími poslanci. To vedlo k jeho uvěznění, byť jen na tři měsíce.
Roku 1915 Německo v rámci první světové války obsadilo Kuronsko (de facto západní Lotyšsko). Čakste uprchl do Petrohradu, kde začal pracovat ve Výboru pro uprchlíky, což byla instituce, v níž se začal rodit projekt nezávislého Lotyšska. Roku 1917 se stal jeho předsedou. Ve stejném roce vstoupil do agrárnické strany Centriskā partija Latvijas Zemnieku savienība a vyrazil na turné do Spojených států, kde chtěl propagovat ideu lotyšské nezávislosti. Avšak již ve Stockholmu ho zastihla zpráva o Ruské revoluci. Ihned sepsal manifest Die Letten und ihre Latvia: Eine lettische Stimme („Lotyši a jejich Lotyšsko. Hlas jednoho Lotyše“), který žádal nezávislost Lotyšska jak na Rusku, tak na Německu (v té době bylo Pobaltí obsazeno německými vojsky).
17. listopadu 1918 byla ustavena lotyšská Lidová rada (Tautas padome) jako provizorní nejvyšší orgán lotyšského státu a Čakste byl v nepřítomnosti zvolen jejím předsedou. Jakmile se o zvolení dozvěděl, vyhlásil Deklaraci nezávislosti, kterou v Lotyšsku prezentoval místopředseda rady Gustavs Zemgals. Roku 1919 se zúčastnil pařížské mírové konference a neúspěšně se zde pokusil dojednat německé reparace vůči Lotyšsku. Vedle politické činnosti též učil na nově založené Lotyšské univerzitě, kde se roku 1919 stal profesorem.
Roku 1920 byl zvolen předsedou parlamentu (Saeima), roku 1922 přestoupil od agrárníků do strany Demokratický střed. Ta ho navrhla na post prezidenta, kterým byl 7. listopadu 1922 zvolen (92 hlasy proti šesti). Znovuzvolen byl roku 1925, když porazil kandidáta agrárníků Kārlise Ulmanise. V prezidentské funkci se věnoval zejména zahraniční politice a navazování diplomatických vztahů, což bylo u mladého lotyšského státu velmi důležité. Ve funkci zažil ovšem i jednu velkou kontroverzi, když udělil milost proněmecky orientovanému politikovi Andrievsi Niedrovi a umožnil mu navíc odchod do Německa.
Zemřel ve funkci roku 1927.
Jeho syn Konstantīns Čakste byl klíčovou osobností lotyšského protiněmeckého odboje za druhé světové války a zemřel během pochodu smrti z koncentračního tábora Stutthof v roce 1945.